# Club Atlético Palma Flor
El Club Atlético Municipal Vinto Palma Flor, más conocido como Atlético Palmaflor o Palmaflor del Trópico, fue un club de fútbol boliviano de la ciudad de Villa Tunari, Departamento de Cochabamba. Fundado el 10 de septiembre de 2008, jugó entre 2020 y 2023 en la Primera División de Bolivia.

## Historia

### Fundación
El club fue fundado el 10 de septiembre de 2008 con el nombre de Club Municipal Vinto e inscrito ese mismo año en la Asociación de Fútbol Cochabamba, tras varias temporadas en el fútbol de ascenso cochabambino, Municipal Vinto entraría en problemas económicos que derivaría en la venta del club en 2017 a un grupo de empresarios.
Este grupo de empresarios que echaron raíces en Quillacollo, está conformado por residentes de la localidad aurífera Palmaflor de la provincia de Inquisivi.
La nueva dirigencia estabilizó y reforzó al Club Municipal Vinto, ganando la categoría Primera B de la AFC y logrando el ascenso a la categoría Primera A. En 2019 el club lograría el subcampeonato del torneo 2019/I de la AFC que le otorgaría el pase a la Copa Simón Bolívar.
Para la Copa Simón Bolívar 2019 el club Palmaflor se reforzaría con varios jugadores de experiencia en el fútbol profesional boliviano con el objetivo de llegar a primera división, así mismo el presidente del club Julio César Mollo iniciaría los trámites en la Federación Boliviana de Fútbol para el cambio de nombre de Club Municipal Vinto a Club Atlético Palmaflor.

### Ascenso a Primera División
El club de Quillacollo fue la sensación de la Copa Simón Bolívar 2019 ganando todos sus partidos de la fase de grupos, clasificando con puntaje perfecto, en la siguiente etapa, tras empate en la serie a 4 goles, caería por penales con Real Santa Cruz pero clasificaría por mejor puntaje. En semifinales superó a FATIC de La Paz 4 a 0 en Quillacollo y la vuelta en El Alto un empate lo clasificaría a la etapa decisiva. La final de ida del torneo se jugaría en el estadio Tahuichi Aguilera, donde Palmaflor lograría derrotar a Real Santa Cruz por 1 a 0 con gol de penal del arquero Juan Carlos Robles. La final de vuelta en el Estadio Municipal de Quillacollo con las graderías completas, Palmaflor derrotaría a Real Santa Cruz por 2 a 0 con goles de Juan Carlos Robles y Raúl Balderrama sellando de esta forma su pase a Primera División y devolviendo a Quillacollo al fútbol profesional boliviano tras 41 años (Bata por última vez en 1979) y sumando a Cochabamba un tercer equipo tras 27 años (Wilstermann, Metalsan y Petrolero en 1993).
Destacarían de este hecho histórico para el municipio de Quillacollo, los jugadores: Juan Carlos Robles, Thiago Dos Santos, Víctor Machaca, Robson Dos Santos, Matias Meruvia, Raúl Balderrama, Fabricio Bustamante, Adalid Terrazas, Alexander Pinto, Ariel Jaldín y el técnico Humberto Viviani.

### Primera temporada y clasificación a Copa Sudamericana
En su primera temporada como equipo de la Division Profesional del fútbol de Bolivia, el club Palmaflor utilizaría 3 escenarios deportivos distintos en Cochabamba, 8 ocasiones en el Estadio Félix Capriles, 3 en el Estadio Bicentenario de Villa Tunari y solo 2 en el Estadio Municipal de Quillacollo, esto debido al estado de la cancha de juego. Como local en el Torneo Apertura 2020, el club Palmaflor quedaría invicto con 10 victorias y 3 empates.
La buena campaña como local le permitiría al club llegar a la última fecha con opciones de clasificar a Copa Sudamericana (incluso fue puntero del torneo en la Fecha 14 junto a The Strongest y Always Ready). En la última fecha jugaría con San José en Oruro, un gol a los 88 minutos de San José complicaría el panorama, pero en el minuto 90 un remate de Luis Fernando Saldías empataría el marcador provocando la algarabía del cuadro quillacolleño, porque con la derrota de Blooming en Santa Cruz, igualarían con este club en 38 unidades pero por gol diferencia el cuadro de Quillacollo quedaría en octavo lugar y clasificaría por primera vez a Copa Sudamericana 2021 como Bolivia 4. Destacarían en esta campaña, los jugadores: Iván Huayhuata, Matías Abelairas, Jefferson Tavares, Luis Fernando Saldías, Thiago Dos Santos, Bismarck Ubah, Jhohan Gutíerrez y los técnicos Humberto Viviani y Xabier Azkargorta.

### Traspaso del club a Villa Tunari
En noviembre del 2022, el Club Atlético Palmaflor fue nuevamente transferido. La directiva del club anunció la concreción de un acuerdo con las Seis Federaciones del Trópico Cochabambino, encabezadas por Evo Morales, quienes serían los nuevos administradores. Por lo tanto, el club cambió de imagen y colores y dejó de representar a la ciudad de Quillacollo, pasando a radicarse en Villa Tunari.
Descenso y desaparición
Tras una mala campaña deportiva, demanda de jugadores por sueldos impagos y abandono dirigencial, el club termina último en la tabla acumulada por lo que pierde la categoría en diciembre del 2023.
Al no poder inscribir jugadores por sanción FIFA, el club no se inscribe a la Primera A de la AFC por lo que se concreta la desaparición del club.

## Uniforme

### Proveedor y patrocinador
| Período   | Proveedor      | Patrocinador |
| --------- | -------------- | ------------ |
| 2023—Act. | Forte Athletic | Maxus        |

### Evolución del uniforme

#### 2022
| Titular | Visitante | Tercero |

## Instalaciones

### Estadios utilizados
- Estadio Municipal de Quillacollo (2020-2022): el recinto deportivo en el que disputó sus encuentros como local durante sus primeros tres años en primera división, poseía una capacidad para 5 000 espectadores y fue inaugurado en 2009. El primer partido que se jugó por la liga profesional en este escenario fue el 2 de marzo de 2020 con victoria de Palmaflor sobre Always Ready por dos goles a cero.

Vista aérea del Estadio Bicentenario.

- Estadio Bicentenario de Villa Tunari (2023): ubicado en el municipio homónimo fue el recinto que el club utilizó para disputar sus encuentros como local durante el año 2023, posee un aforo para 25 000 espectadores.

## Datos del club
- Temporadas en Primera División: 4 (2020-2023).
- Participaciones en Copa Simón Bolívar: 1 (2019).
- Mayor goleada a favor
  - En Primera división: 5 - 0 vs. San José (28 de noviembre de 2020).
- Mayor goleada en contra
  - En Primera división: 1 - 6 vs. Nacional Potosí (11 de octubre de 2022).
  - En torneos internacionales: 0 - 6 vs. Blooming (9 de marzo de 2023 por la Copa Sudamericana 2023).
- Debut en Primera División: 22 de enero de 2020, Atlético Palmaflor 1 - 3 Bolívar.
- Primer partido en torneos internacionales: 1 - 2 vs. Jorge Wilstermann (17 de marzo de 2021 por la Copa Sudamericana 2021).
- Participaciones internacionales:
  - Copa Sudamericana: 2 (2021 y 2023).

### Participaciones en campeonatos nacionales
| Campeonatos Nacionales    | Campeonatos Nacionales | Campeonatos Nacionales | Campeonatos Nacionales | Campeonatos Nacionales | Campeonatos Nacionales | Campeonatos Nacionales | Campeonatos Nacionales | Campeonatos Nacionales | Campeonatos Nacionales | Campeonatos Nacionales | Campeonatos Nacionales        | Campeonatos Nacionales |
| Competencia               |                        |                        |                        |                        |                        |                        |                        |                        |                        |                        |                               |                        |
| Competencia               | Posición               | PJ                     | PG                     | PE                     | PP                     | GF                     | GC                     | DG                     | Puntos                 | Rendimiento            | Goleador                      | N.° Clubes             |
| ------------------------- | ---------------------- | ---------------------- | ---------------------- | ---------------------- | ---------------------- | ---------------------- | ---------------------- | ---------------------- | ---------------------- | ---------------------- | ----------------------------- | ---------------------- |
| Apertura 2020             | 8°                     | 26                     | 11                     | 5                      | 10                     | 29                     | 30                     | –1                     | 38                     |                        | Jefferson da Silva (14 goles) | 14                     |
| División Profesional 2021 | 9°                     | 30                     | 11                     | 7                      | 12                     | 42                     | 45                     | –3                     | 40                     |                        | Jaime Santos (8 goles)        | 16                     |

## Palmarés

### Torneos nacionales
| Competición nacional   | Títulos | Subcampeonatos |
| ---------------------- | ------- | -------------- |
| Copa Simón Bolívar (1) | 2019.   |                |

### Torneos regionales
| Competición regional                              | Títulos | Subcampeonatos |
| ------------------------------------------------- | ------- | -------------- |
| Asociación de Fútbol Cochabamba - Primera A (0/1) |         | 2019.          |

## Entrenadores
- Humberto Viviani (2020)
- Xavier Azkargorta (2020)
- Julio César Baldivieso (2021)
- Thiago Leitão (2021)
- Víctor Hugo Andrada (2021)
- Humberto Viviani (2021-2022)
- Daniel Brizuela (2023)
- Joaquín Pérez  (2023)

## Administración
Fundado originalmente bajo el nombre de Club Municipal Vinto, en sus inicios el club era propiedad de sus socios y el presidente era elegido por estos. Posteriormente, para evitar la desaparición del equipo, el club fue vendido en 2017 a la Cooperativa Minera Palma Flor, añadiendo a su denominación el título de Atlético Palmaflor.
En noviembre de 2022, la propiedad pasó en su totalidad a las seis federaciones del trópico de cochabamba, designándose a Evo Morales como presidente, iniciándose una  una nueva estructuración en el Club Municipal Vinto Atlético Palma Flor.

### Presidentes
A continuación se listan los presidentes desde 2019:
| Período   | Presidente             |
| --------- | ---------------------- |
| 2019–2021 | Julio César Mollo      |
| 2021-2022 | Adelio Cabezas         |
| 2022      | Denar Sarzuri Huarachi |
| 2023      | Evo Morales            |